# 三木町 (兵庫県)
三木町（みきちょう）は、兵庫県美嚢郡にかつてあった町である。

## 位置
三木町は美嚢郡の中心部であり、美嚢川を中心に開けている町である。

## 概要
美嚢郡の中心であり、戦国時代には豊臣秀吉が三木合戦をしたことで知られ、三木城の城下町で栄えていた街である。1617年に三木城が廃城になってからは閑散としていたが、その後、三木街道ができ、神戸・明石・舞鶴に行く交通の要として発達し、さらには金物が盛んになっていき、美嚢郡で最も大きい町になり、人口密度もこの時代には珍しく2000人を超えていた。

## 沿革

### 三木町発足前
- 789年（延暦8年）-美嚢郡大領韓鍛首広富が献稲の功より外従五位下を授かる。
- 868年（貞観10年）-播磨国大地震
- 1156年（保元1年）-平清盛が播磨守に任ぜられる。
- 1555年（弘治1年）-三好長慶が別所就治の三木城を攻囲して敗れる。
- 1570年（元亀1年）-浦上宗景が三木城を攻める。
- 1573年（天正元年）11月-織田信長は浦上宗景の請いによって、播磨国の旧領を安堵し、宗景と別所長治との和平を画策した。
- 1580年（天正8年）-三木城が開城し、別所氏滅亡。三木町は豊臣秀吉の領国下となり、地子を免許せられる。
- 1582年（天正10年）-豊臣秀吉が有馬則頼に美嚢郡を与えた。
- 1842年（天保13年）-三木町ほか明石藩領となる。
- 1871年（明治4年）-町内全域が姫路県となる。
- 1872年（明治5年）-大小区制がしかれる。
- 1876年（明治9年）-飾磨県が兵庫県に合併される。
- 1879年（明治12年）-美嚢郡役所設置。

### 三木町発足後
- 1889年（明治22年）-6月-町村制施行により三木町となる。
- 1916年（大正5年）-播州鉄道が開通する。
- 1923年（大正12年）-美嚢郡役所廃止。
- 1924年（大正13年）-兵庫県立三木高等学校の前身となる三木高等女学校が開校する。
- 1932年（昭和7年）7月2日-梅雨末期の豪雨による水災で、二位谷池・福田池が決壊し、突如押しでた噴水により、死者33名・負傷者28名を出す大惨事となる。
- 1935年（昭和10年）-町内にはじめて、消防自動車が常備される。
- 1945年（昭和20年）-美嚢川が氾濫する。
- 1947年（昭和22年）-学制改革により、三木中学校が開校する。
- 1949年（昭和24年）-兵庫県立三木東高等学校の前身となる小野工業高等学校三木分校が開校。
- 1951年（昭和26年）-久留美村と合併する。
- 1954年（昭和29年）6月1日-別所村・細川村・口吉川村と共に市制施行。旧三木町は三木になる。

## 緯度と経度
町内には日本標準子午線に当たる東経135度の通過地であり、恵比須駅の近くに標準時子午線標石が設置されている。

## 地形
標高40mの播磨平野に位置している。

## 山
- 三木山 標高114m

## 河川
- 美嚢川
- 志染川

## 観光
- 湯の山街道
- 三木城跡

## 商店
- 滑原商店街

## 行政
当町は大塚町・芝町・平山町・東条町・滑原町・上町・中町・明石町・下町・新町であり、この地域の人たちは町方と呼ばれていたため、農村とは区別されていた。

## 公共施設
- 三木町役場
- 美嚢郡役所（1924年廃止）

## 祭事・催事
- 三木の秋まつり（大宮八幡宮・岩壺神社）

## 歴代町長
- 初代：黒田仁左衛門（明治22年6月 - 明治26年5月）
- 2代：小河秀太郎（明治26年7月 - 明治27年4月）
- 3代：大竹武郎（明治27年9月 - 明治29年11月）
- 4代：黒田仁左衛門（明治29年12月 - 明治33年12月）2回目
- 5代：宮崎新蔵（明治33年12月 - 明治39年6月）
- 6代：玉置福蔵（明治39年7月 - 大正3年7月）
- 7代：和泉篤太郎（大正3年7月 - 大正4年2月）
- 8代：宮崎新蔵（大正4年2月 - 大正5年4月）2回目
- 9代：稲見嘉吉（大正6年5月 - 大正14年6月）
- 10代：黒田清右衛門（大正14年6月 - 昭和6年9月）
- 11代：池田吉蔵（大正6年10月 - 昭和22年2月）
- 12代：堀田光雄（昭和22年4月 - 昭和28年11月26日）
- 13代：小林利八（昭和28年12月16日 - 昭和29年5月31日）→三木市長へ

## 災害
三木町域を西に流れる美嚢川水系は、豪雨に基づく増水・氾濫によって、過去行くたびにか洪水の害を家屋や田畑にもたらした。

### 過去の水害
1642年・1703年8月18日・1749年7月1日・1837年5月・1857年・1861年・1866年8月と水禍が起きている。

### 昭和の水害
1932年7月2日の梅雨末期の豪雨による、二位谷池・福田池などの決潰がもたらした大きな水害である。午前7時40分、突如押し出した鉄砲水によって、芝町・平田山の南浦から下滑原一帯では、死者33人、家屋流出47棟の惨禍を生じた。その他、永代池の決潰や三木山国有林の山崩れによって、市街地の各所に多くの被害を出している。また、農村部でも、美嚢川水系の反乱や溜池の決潰により、家屋・田畑・農作物等にあまたの被害が出た。この水害を記念にし、上の丸町に当日の悲惨さを後世に伝えるために記念碑が建立された。この水害の後に1945年10月に美嚢川の氾濫による水災が起きた。
三木町での昭和の水害の被害状況
| 死亡 | 負傷 | 家屋流出 | 家屋全壊 | 家屋半壊 | 家屋小破 | 床上浸水 | 床下浸水 | その他 | 田畑流出・埋没 | 田畑浸水 | 溜池決潰 |
| ---- | ---- | -------- | -------- | -------- | -------- | -------- | -------- | ------ | -------------- | -------- | -------- |
| 33人 | 28人 | 47戸     | 10戸     | 17戸     | 23戸     | 73戸     | 1,450戸  | 12戸   | 153反          | 300反    | 5ヶ所    |

## 教育

### 高等学校
- 兵庫県立三木高等学校

### 中学校
- 三木町立三木中学校（現三木市立三木中学校）

### 小学校
- 三木町立三樹小学校（現三木市立三樹小学校）
- 三木町立平田小学校（現三木市立平田小学校）

## 鉄道
- 神戸電鉄粟生線
  - 恵比須駅 - 三木上の丸駅 - 三木駅 - 大村駅

- 国鉄三木線（後の三木鉄道三木線）
  - 三木駅

## 合併

### 三木町と久留美村との合併について
戦前の1935年代から「美嚢川流域に位置する同一の地形のもとに人情風俗その軸を一にしてをり」・「経済関係・交通・その他住民生活一体をなして」と言われており、三木町と久留美村は合併に対して論議をされており、すでに合併条件が出来ていた。しかし、戦中の1943年、第二次世界大戦になると事業簡素化の立場から町村合併が推奨されて、合併機運が起こり、この動きはその後の終戦による混乱で「当分ノ間特別ノ必要アルモノノ外、特二積極的二之ヲ行ハザル様」方針が改められたため、沙汰止みとなり、合併の件が白紙になった。終戦後の1946年には再び合併の動きが起こり、両町村の合併に関する委員会も結成されて、双方の委員が調印をする運びにまで進んだが久留美村の一部の村民から反対運動がおこり、1947年3月24日には三木町から「現下の諸事情により察し一度白紙に帰り、現在までの交渉を打ち切ることにいたしたい」と書面が提出されて、合併の件が2回目の白紙になったが、その年の12月には三木市制施行運動が当町で起こり、翌年の1948年2月には三木市制促進期成同盟が結成されたが、1950年になると久留美村との合併の件が持ちこたえだされて、11月19日には当町から久留美村に合併の申し入れがなされ、久留美村はこれを受理し、話し合いが順調に進んでいき、翌年の1951年2月12日には三木町公民館で合併調印式が行なわれ、ついに3月15日に久留美村全域を編入し、人口が2万人近くになり、面積が合併前の3倍近くに膨れ上がった。